# Bataille d'Hamra al-Assad
Guerres entre les Musulmans et les Quraych
La bataille d'Hamra al-Assad (arabe : غزوة حمراء الأسد), est une bataille à laquelle Mahomet participe. Elle oppose les Musulmans de Médine et les Quraych de La Mecque. Elle se déroule en mars 625 (3 AH) après la bataille de Uhud, lors du retour des Quraych à La Mecque. Hamra al-Assad (en) est un lieu-dit non loin de Médine.
Les Mecquois voulaient finalement exterminer les Musulmans après les avoir affaiblis à la bataille de Uhud, en les empêchant de retourner à La Mecque et pour finir avec Médine. Mahomet réussit à l’empêcher en faisant répandre de fausses informations en utilisant un espion et en allumant 500 feux dans son campement afin de faire croire que son armée est très importante,. Comme résultat, les Mecquois abandonnent leur attaque et décident de ne pas retourner à Médine. Plus tard, Mahomet prend l’ascendant sur eux.